# Rafael García Valiño
Rafael García-Valiño y Marcén (né le 24 octobre 1898 à Tolède et décédé le 28 juin 1972 à Madrid) est un militaire espagnol. Il participe au soulèvement militaire contre la Seconde République espagnole qui va provoquer la guerre civile.

## Biographie
Il entre à l'Académie d'infanterie à l'âge de quinze ans et y reste jusqu'à 18 ans. Il est alors promu au grade de lieutenant et rejoint l'armée espagnole en Afrique avec l'intention avouée de participer aux campagnes militaires dans la région, convaincu que la fin de la Première Guerre mondiale permettra une plus grande expansion et consolidation des colonies espagnoles. Sur la ligne de front contre la guérilla et les troupes marocaines, il est blessé plusieurs fois.
Durant le soulèvement qui conduit à la guerre civile il rejoint le général Emilio Mola. Le 2 septembre, 1936, à la tête de la troisième armée il prend d'assaut le mont San Marcial, dernière base fortifiée de la ville d'Irun.
En 1936, il est le lieutenant-colonel durant l'offensive sur Bilbao. Le 6 novembre, 1937, son groupe est intégré dans la 1re Division de Navarre. En juillet 1938 son groupe participe à la bataille de l'Èbre, 4 mois de combat et de lourdes pertes. En janvier 1939 son groupe intervient en Catalogne, et ce sont ses soldats qu paradent à Barcelone.
Après la guerre, il est en poste à Melilla. En 1947, il est promu au grade de lieutenant général. En 1951 il est nommé Haut-Commissaire de l'Espagne au Protectorat du Maroc. En 1956, il est nommé directeur de l'École de l'armée.

## Décorations
- Grand cordon de l'ordre du Ouissam Alaouite[1](1956).